# Who Cares
Who Cares (talvolta indicato anche con il titolo Who Cares? I Do!) è un brano musicale dell'artista britannico Paul McCartney, pubblicato come singolo il 17 dicembre 2018, dalla Capitol Records, estratto dall'album Egypt Station. La canzone era stata già diffusa il 6 settembre 2018 come singolo promozionale prima dell'uscita dell'album.

## Tracce
1. Who Cares – 3:13

## Formazione
- Paul McCartney – voce solista, basso, chitarra acustica
- Paul "Wix" Wickens – organo Farfisa e organo Hammond
- Abe Laboriel Jr. – batteria, cori
- Rusty Anderson – chitarra elettrica, cori
- Brian Ray – chitarra elettrica, cori